# Sagas (Album)
Sagas ist das zweite Studioalbum der deutschen Pagan-Metal-Band Equilibrium. Es wurde am 27. Juni 2008 unter dem deutschen Plattenlabel Nuclear Blast veröffentlicht.

## Entstehungsgeschichte
Mitte Oktober 2006 unterzeichnete die Band einen Vertrag mit dem deutschen Musiklabel Nuclear Blast und ging an die Arbeit für Sagas. Die ursprüngliche Veröffentlichung war für Frühjahr 2007 geplant, was jedoch aus technischen und terminlichen Gründen erst auf Herbst 2007, später auf Frühsommer 2008 verschoben wurde.
Laut offiziellen Angaben wurde erst im Juli 2007 mit den Aufnahmen und Studioarbeiten begonnen. Aus Liebe zum Detail und Perfektionismus des Gitarristen und Produzenten René Berthiaume zogen sich die Arbeiten bis ins Frühjahr 2008. Am 27. Juni 2008 wurde das Album unter Nuclear Blast weltweit veröffentlicht.

## Hintergrund

### Songtexte
Im Gegensatz zum Vorgängeralbum Turis Fratyr sind auf Sagas keine textlichen Bezüge zur Nordischen Mythologie zu finden. Die Lieder, die allesamt in Deutsch gehalten sind, behandeln alltägliche Themen, wie Berthiaume bestätigt: „Die Geschichten, die Helge schreibt, finden überall statt und stehen nicht im direkten Zusammenhang zur nordischen Mythologie.“

### Booklet
Aufgrund eines Druckfehlers wurde das Booklet für das Digipack zu dunkel gedruckt, weshalb man diverse Textpassagen kaum entziffern kann. Aus diesem Grund stellte die Band kurz nach Veröffentlichung des Albums das komplette Booklet auf ihrer offiziellen Homepage online.
Das Cover wurde von Benjamin König gestaltet. Die Handschriften im Booklet für Grüße und Credits wurden von Sandra Völkl verfasst. Das Cover- und Booklet-Artwork gestaltete Helge Stang.

### Musikstil
Der Stil beinhaltet Merkmale von Epic Metal über Folk Metal bis hin zu Black Metal oder Power Metal. Die Band selbst betitelt ihren Musikstil als Epic Metal. Die Folk-Einflüsse des Albums beschrieb Frontmann René Berthiaume in einem Interview mit dem Legacy-Magazin wie folgt:

„[…] Auf Sagas beschränken wir uns nicht nur auf herkömmliche Folklore, die mittlerweile von jeder zweiten 08/15-Metal-Band verbraten wird, sondern werfen auch mal einen Blick auf ferne Kontinente. Nach wie vor liefert auch die monumentale Filmmusik wichtige Impulse für unseren Sound.“

In seiner Rezension im Rock Hard beschrieb der Redakteur „Bruder Cle“ den Musikstil als „bombastische[n] Pagan-Black-Metal mit vielen einprägsamen Keyboard-Melodien und deutschen Texten“ und kommentierte, die Band liege „damit perfekt im metallischen Zeitgeist“.
In seiner Rezension zum Album betont Jens Pohl, der überwiegende Teil der Musik auf „Sagas“ schlage speziell in die Kerbe des Liedes „Met“ vom Vorgängeralbum, was angesichts der Erfolge ähnlich gelagerter Bands wie Korpiklaani, Finntroll oder Alestorm kein Wunder sei. Dies wurde allerdings als negativer Kritikpunkt gewertet:

„Ganz extrem äußert sich dieser Eindruck am ungewohnt leichtfüssigen Karibik-Rhythmus […] und den oft eingespielten Panflöten-Sequenzen, die auf ‚Turis Fratyr‘ noch mit Bedacht eingesetzt wurden, hier allerdings an vielen Stellen einfach nur überstrapazieren: so erinnert ‚Unbesiegt‘ zum Beispiel eher an Kaomas ‚Lambada‘ als an ein kriegerisches Heer Wikinger […]. Auch der an manchen Stellen aufkommende Flair von Soundtrack-Titeln aus Lucasfilm Games' ‚Monkey Island‘ […] hinterläßt Verwunderung und alles andere als Euphorie.“

### Dauer
Ursprünglich wurde das instrumentale Stück Mana von Berthiaume mit einer Dauer von über 18 Minuten komponiert. Um das Album, entsprechend der Empfehlungen des Labels, in einem Stück veröffentlichen zu können, wurde Mana um etwa zwei Minuten gekürzt.

## Erfolge
Sagas erreichte den 30. Platz in den deutschen Albumcharts und konnte sich in diesen 3 Wochen lang behaupten. Auch in der Schweiz fand sich Sagas knapp in den Top 100, auf Platz 99.
Metal-Hammer-Journalist Birger Treimer schreibt über das neue Album:

„Equilibrium wissen, wie man Atmosphäre schaffen kann und dass ein Album über 80 Minuten auf einem extrem hohen Level halten kann, ohne zu langweilen. Und das ist äußerst selten. Die drei Jahre Schaffenszeit von Sagas zahlen sich daher mehr als aus, denn Equilibrium übertrumpfen sich damit selbst.“

Beim Webzine metal.de hingegen wurde das Album gegenüber dem Vorgänger als leichte Enttäuschung gewertet:

„Equilibrium […] überzeugen auf Sagas ebenso druckvoll und klar wie bereits zuvor auf Turis Fratyr, das als Gesamtwerk insgesamt jedoch sehr viel spontaner und majestätischer wirkt. – ‚Cineastisch‘, ‚episch‘ und ‚bombastisch‘ sind Schlagworte, die auf Sagas genauso zutreffen wie Adjektive der Art ‚lächerlich‘ oder ‚nervtötend‘, die im knapp achtzehn-minütigen Instrumental ‚Mana‘ zum Ende des Albums noch einmal zusammenfassend zum Erbrechen wiederholt werden. Letztendlich ist Sagas kein Reinfall […], andererseits aber ist dieser Longplayer auch nicht das, was man nach drei Jahren Wartezeit vielleicht erwartet hat – weniger ist manchmal eben doch mehr.“

## Umfang

### Versionen
Das Album erschien auch als limitiertes Digipack mit Softcover und Bonus-DVD, sowie als Doppel-LP und Mailorder-Edition (in einer Tin-Box, mit Aufnäher und Zertifikat, limitiert auf 500 Stück).

### Titelliste
1. Prolog auf Erden – 3:39
2. Wurzelbert – 4:59
3. Blut im Auge – 4:45
4. Unbesiegt – 6:19
5. Verrat – 6:05
6. Snüffel – 5:45
7. Heimwärts – 2:34
8. Heiderauche – 2:31
9. Die Weide und der Fluß – 7:21
10. Des Sängers Fluch – 8:05
11. Ruf in den Wind – 4:54
12. Dämmerung – 5:55
13. Mana – 16:23

Heimwärts wurde von René Berthiaume, Sandra und Andreas Völkl geschrieben, die restlichen Lieder wurden alleine von René Berthiaume geschrieben und arrangiert. Die Texte stammen von Helge Stang.
Die beiden Stücke Heiderauche und Mana sind ausschließlich instrumental.

## Gastmusiker
- Kurt Angerpower – Gitarre
- Ulrich Herkenhoff – Panflöte
- Muki Seiler – Akkordeon
- Agnes Malich – Violine (Augsburg Philharmonic Orchestra)
- Toni González (Gesang) und seine Band Karlahan (Folk-Metal-Band aus Spanien)[10]
- Gaby Koss – Gesang
- Jörg Sieber – Fotos[11][12]